# Paul Lewis
Pour l’article homonyme, voir Paul Lewis (pianiste).
Paul Lewis (né le 1er novembre 1966 à Adelaide) est un joueur de hockey sur gazon australien. Il participe aux Jeux olympiques d'été de 1992 et aux Jeux olympiques d'été de 1996. En 1992, il remporte la médaille d'argent de la compétition et en 1996, il remporte la médaille de bronze.

## Palmarès

### Jeux olympiques
- Jeux olympiques de 1992 à Barcelone,  Espagne
  -  Médaille d'argent.
- Jeux olympiques de 1996 à Atlanta,  États-Unis
  -  Médaille de bronze.